# Jean-Claude Voisin
 (juillet 2021).
Jean-Claude Voisin, né le 6 novembre 1949 à Salins-les-Bains (Jura), est un historien et un archéologue français.

## Biographie
Directeur de la Culture et du Patrimoine à la ville de Montbéliard (1976-1995) et à la région Lorraine (2005-2008), il est détaché au ministère des Affaires étrangères (1995-2014) où il dirige les instituts français de Beyrouth, Téhéran, Alger,,. Conseiller auprès du ministre-Président du Land allemand de Thuringe (2000-2004), il est envoyé en Afghanistan comme conseiller culturel au poste diplomatique franco-allemand d'Herat et supervise notamment les ONG dans l'ouest afghan (2004-2005). Rédacteur en chef du magazine Paris-Téhéran (2016-2018) qu'il a cofondé avec Olivier Breton, J.-Cl. Voisin est membre de la Société Asiatique (Institut de France), de la Société des Explorateurs Français, de l'Académie Nationale de l'Eau (France), membre correspondant de l'Académie des sciences d'outre-mer (5eme section), chercheur associé près l’Université Saint-Joseph de Beyrouth (Liban).
Depuis 2019, JCVoisin anime un cycle « connaissance de l’Iran » à l’Université Ouverte de Franche-Comté 
.
Il est un spécialiste des fortifications médiévales et de l'antiquité tardive. Après un doctorat obtenu à l'université de Nancy II, il se passionne pour les fortifications du Moyen-Orient qu'il parcourt depuis 1995. Auteur de nombreux ouvrages et articles scientifiques, Jean-Claude Voisin s'est spécialisé dans l'architecture militaire de l'antiquité tardive en Perse (Sassanides), dynastie perse du IIIe au VIIe siècle, et continue à parcourir l'Iran à la recherche des forteresses perdues.
Membre du Conseil de laboratoire de l’UMR 7002 « Moyen Âge » (CNRS-Université Nancy 2) (juin 2006-septembre 2008), chargé de cours dans le domaine de l’archéologie du Moyen Âge à l'université Saint-Joseph de Beyrouth (1997-2000), il est cofondateur de la valeur « archéologie médiévale »  (1997) et depuis membre du comité de rédaction des Annales d’Histoire et d’archéologie de l’Université Saint-Joseph. De 1982 à nos jours, il est membre de l'équipe de recherche ERA 761, devenue UMR 7002, puis Hiscant EA 1132 (Nancy II-CNRS). Depuis 2015, ses recherches photographiques sur « l'habitat fortifié au Moyen-orient » ont rejoint le fonds photographique de la Bibliothèque orientale de Beyrouth et y constituent le Fonds Voisin,,,.

## Engagement dans le patrimoine
Responsable scientifique de la réhabilitation du cœur historique de Montbéliard (Doubs), animateur du comité de pilotage (1989-1995), il initie l'itinéraire culturel européen Heinrich-Schickhardt et intègre le conseil d'orientation des itinéraires culturels du Conseil de l'Europe (1992-1995). De 1990 à 1995 il collabore à la section française du Conseil international des monuments et des sites ou ICOMOS (International Council on Monuments and Sites) dans le secteur de la politique municipale des centres historiques et fait partie de la Commission régionale du patrimoine historique, archéologique et ethnologique (COREPHAE) de Franche-Comté. De 1996 à 2000, il initie et anime les manifestations « Monuments du Liban en musique », reprises depuis par une association libanaise. En 1999, il convainc le ministère libanais de la Culture de rejoindre les journées du Patrimoine. En 2006, responsable de la culture au sein de la région Lorraine, il participe à l'élaboration du concept « Salon de musique en Lorraine », de concerts de musique de chambre donnés par les jeunes solistes de l'Orchestre national de Lorraine dans des édifices patrimoniaux méconnus.

## Engagement dans la coopération franco-allemande
Jean-Claude Voisin fait partie du premier contingent de scolaires qui participent aux échanges familiaux avec l'Allemagne (1964), continuant à entretenir des relations continues avec son correspondant à Baden-Baden. Au sein de la ville de Montbéliard il se voit confier la responsabilité du jumelage avec Ludwigsburg (premier jumelage franco-allemand), de 1976 à 1995. En 1998, il initie à Beyrouth les « Semaines culturelles franco-allemandes » en partenariat avec l'ambassade d'Allemagne au Liban, concept qui sera repris plus tard à Alger selon le même modèle. En 2000, à la demande de l'ambassadeur de France à Berlin, il conduit une opération pilote pour une nouvelle voie dans la coopération franco-allemande et crée le poste de conseiller pour les relations franco-thuringiennes auprès du chef du gouvernement du land de Thuringe (2000-2004); ce qui lui vaut d'être envoyé à Hérat, dans l'ouest de l'Afghanistan, pour coanimer la délégation diplomatique décentralisée franco-allemande (2004-2005). Ces interventions sont ponctuées de multiples conférences ou interventions en Thuringe.

## Publications
(août 2024).

### Architecture fortifiée

#### Habitat médiéval fortifié de l'Est
- Jean-Claude Voisin, Franche-Comté au haut Moyen Âge, Wettolsheim, Mars et Mercure, 1977, 169 p.
- Jean-Claude Voisin, Méthodes de l’archéologie médiévale, les fortifications médiévales : Le château en Franche-Comté, Besançon, Association pour la sauvegarde et la mise en valeur du patrimoine, 1985, p. 24-37.
- Eric Affolter et Jean-Claude Voisin, Archéologie médiévale, t. XVII, Caen, CNRS, 1987, « L’enceinte circulaire du Chastel Messire Girard », p. 105-126.
- Jean-Claude Voisin et André Bouvard, « Les fortifications urbaines à Montbéliard : la porte Pouhat, histoire et archéologie », Mémoires de la Société d’Emulation de Montbéliard, no 111,‎ 1988, p. 189 à 218.
- Jean-Claude Voisin, André Bouvard et Éric Affolter, « Le cimetière et la collégiale Saint-Maimboeuf à Montbéliard, prolongement d’un sondage archéologique », Mémoires de la Société d’Emulation de Montbéliard, no 111,‎ 1988, p. 57 à 92.

#### Châteaux, maisons fortes et fortifications de terre
- 1977 : Eric Affolter, Patrice Millet et Jean-Claude Voisin, Châteaux du Moyen Âge en Franche-Comté, CRDP, Besançon, 24 diapositives, 1 livret.
- 1979 : participation au Dictionnaire des châteaux de France, tome 10, Franche-Comté et Pays de l’Ain, Paris.
- 1979 : Eric Affolter, Patrice Millet et Jean-Claude Voisin, Châteaux et vieilles demeures en Franche-Comte, Langres, 214 pages.
- 1980 : Pierre Pégeot et Jean-Claude Voisin, « Une recherche en cours sur l’habitat fortifié de l’Est de la France. Un exemple dans le pays de Montbéliard : Allenjoie », Mémoires de la Société d’Emulation de Montbéliard, no 103, 1980, p. 19-37.
- 1982 : Eric Affolter, Jean-Claude Voisin, L’habitat seigneurial fortifié dans les pays de la Haute-Saône, (XIe – XVIIe siècle), thèse, Nancy, 1982, multigraphié, 2 vol.
- 1984 : Eric Affolter, Jean-Claude Voisin, L’habitat seigneurial fortifié dans les pays de la Haute-Saône, Société d'art, lettres, sciences et arts de la Haute-Saône, Vesoul, 180 pages.
- 1986 : Eric Affolter, Pierre Pegeot et Jean-Claude Voisin, L’habitat médiéval fortifié dans le nord de la Franche-Comté; vestiges des fortifications de terre et de maisons-fortes, AFRAM, Montbeliard, 1986, 204 p.
- 1986 : Eric Affolter, Jean-Claude Voisin, « Cugney: aspects économiques et sociaux d’une maison forte de la plaine comtoise au milieu du XIVe siècle », La maison forte au Moyen Âge, Table ronde de Nancy/Pont-à-Mousson, 1984, CNRS, 1986, p. 229–241.
- 2009 : Eric Affolter, André Bouvard, Jean-Claude Voisin, « Des fortifications de terre aux bourgs castraux: 30 ans de recherches en Franche-Comé », Mélanges offerts à Michel Bur, Ed. Gueniot, Langres, pages 377-423.
- 2011 : Eric Affolter, André Bouvard, Jean-Claude Voisin, « Le cimetière et la collégiale Saint-Maimboeuf à Montbéliard, prolongement d’un sondage archéologique », Mémoires de la Société d’Emulation de Montbéliard, p. 57-92.

#### Les peuplements castraux
- 1981 : Eric Affolter, Jean-Pierre Kempf, Patrice Millet et Jean-Claude Voisin, « La seigneurie de Traves au comté de Bourgogne, XIe – XVIe siècles », Mémoires de pour l’histoire du droit des anciens pays bourguignons, comtois et romands, Études en souvenir de Roland Fiétier, 1981, fasc. 38, p. 23–57.
- 1984 : « Pesmes, aux origines d’un bourg castral du XIIe siècle », Jura français, pages 14–17.
- 1985 : « Mutations d’un paysage urbain : le bourg de Lons-le-Saunier (Jura) du XIe au XVes. », Mémoires de pour l’histoire du droit des anciens pays bourguignons, comtois et romands, 1985, vol. 42, p. 157–174.
- 1987 : Pierre Pegeot, Jean-Claude Voisin, « Étude sur le peuplement dans la châtellenie de Passavant (Doubs); bourg castral et aménagement du territoire villageois », Mémoires de la Société d’Émulation de Montbéliard, no 110, 1987, p. 294-313.
- 1992 : Eric Affolter, André Bouvard, Jean-Claude Voisin, Atlas des villes de Franche-Comté. I. Les bourgs castraux de la Haute Saône, PUN, Nancy, 1992, 214 p.
- 1993 : Eric Affolter, André Bouvard, Jean-Claude Voisin, « Aspects d’une recherche sur les bourgs castraux de la Haute-Saône: vocabulaire, topographie et urbanisme », Les Peuplements castraux dans les Pays de l’Entre-Deux, Colloque international de Nancy, 1992, PUN, 1993, p. 15-38.
- 1994 : André Bouvard, Jean-Claude Voisin, « Montbéliard (Doubs) », Atlas des villes de  France, CNRS, Bordeaux, 1994.

#### Fortifications du Proche et du Moyen-Orient
Les systèmes fortifiés médiévaux au Moyen-Orient et en Asie centrale
- Lévon Nordiguian et Jean-Claude Voisin, Châteaux et églises du Moyen Âge au Liban, préface de Mchel BUR, Terre du Liban, Beyrouth, 1998,432 pages.
- « Pour une nouvelle lecture des fortifications médiévales au sud-Liban », Annales d’histoire et d’archéologie, vol. 8-9 (1997-1998), Université Saint-Joseph, Beyrouth, pp. 49-73.
- Le temps des forteresses en Syrie du Nord (VIe-XVe s.), préface de Claude Cahen Terre du Liban, Beyrouth, 2000, 475 p.
- « Réflexions liminaires autour des donjons ou tours-maitresses circulaires en Allemagne médiane (Mitteldeutschland) aux XIIe et XIIIe siècles : une influence proche-orientale ? », Annales d’histoire et d’archéologie-Tempora, vol. 12-13 (2001-2002), Université Saint-Joseph, Beyrouth, p. 65–93.
- Citadelles du Royaume arménien de Cilicie du XIIe au XIVe siècle, préface de Michel Balard, Terre du Liban, Beyrouth, 2002, 341 p.
- Thibaud Fournet et Jean-Claude Voisin, « Le château de Aakkar al-Aatiqa (Nord-Liban) », Bulletin d’archéologie et d’architecture libanaises BAAL, no 4, Beyrouth, 2002, p. 149-163.
- « Le Liban médiéval, l’époque des croisades », Atlas du Liban, géographie, histoire, économie, Université Saint-Joseph, Beyrouth, 2003, p. 38-39.
- « Le Moyen-Orient des fortifications : espace d’échanges entre Byzantins, Arabo-musulmans et occidentaux au Moyen Âge », La fortification au temps des croisades, colloque international de Parthenay, CNRS, Parthenay, 2004, p. 313-331.
- « Les échanges Orient-Occident : les Thuringiens en Terre Sainte », Mélanges en la mémoire de Louis Pouzet, Mélanges de l’Université Saint-Joseph, Beyrouth, vol. 58, 2005, pages 239-269.
- « Fortifications médiévales en Asie Centrale, I. Les systèmes fortifiés dans l’ouest de l’Afghanistan (région d’Hérât) », Mélanges en la mémoire de Raoul Assaf, Annales d’histoire et d’archéologie-Tempora, vol. 15-16 (2005-2006), Université Saint-Joseph, Beyrouth, 2008, pages 201-230.
- « Problématique de l’architecture militaire dans l’ancien comté de Tripoli-Liban (XIIe – XIIIe siècles) »,  Annales d’histoire et d’archéologie-Tempora, vol.18, (2007-2009), Université Saint-Joseph, Beyrouth, pages 95–125 .
- Fortifications du Moyen Âge au Proche-Orient, de l’inventaire au relevé, géographie féodale, emprunts et échanges, Varior reprint, préface de Michel Bur, Presses de l’Université Saint-Joseph, Beyrouth, 2009, 420 pages.
- « La défense des États latins d’Orient : le Comté de Tripoli. Les composantes », ainsi que Synthèse et perspectives, in, colloque international Le Comté de Tripoli, État multi-culturel et multi-confessionnel (1102-1289), sous la direction de Gérard Dédéyan, Kaslik 2 et 3 décembre 2002, Paris, 2011, éd Geuthner, p. 111-118 et 197-200.
- « Fortifications médiévales en Asie Centrale. II-L’architecture fortifiée en Iran, de la conquête arabe aux Ilkhânides (VIe – XIVe siècles) », Annales d’histoire et d’archéologie-Tempora, vol.20-21, (2011-12), Université Saint-Joseph, Beyrouth, pp..91-149.
- Châteaux et forteresses d’Iran, Téhéran, éd Alhoda, (2014), version français -persan, 270 photos de l’auteur (première synthèse sur les fortifications en Iran), 300 pages.
- Forteresses de la route de la soie, Téhéran, éd Nazar,  Paris éd  l'Harmattan (2017), version français -persan-anglais, 360 photos de l’auteur, 400 pages.
- Châteaux et paysages d'Iran, in, La Revue de Téhéran, no 139, Téhéran, 2017, p. 68-75.
- Forteresses de la route de la soie, de l'Hindoukouch à la Méditerranée, Téhéran, éd  Nazar, Paris, éd L'Harmattan (2017), version en français, anglais et persan, 360 photos de l’auteur, 400 pages.
- Sur les routes de la soie, l'Iran au carrefour des architectures fortifiées, in, Iwan, Revue des études persanes, texte en français-persan, Centre culturel d'Iran, Paris, 2018, pages 138-147.
- L’architecture militaire dans l’Empire sassanide, préface de Judith Thomalsky, Ciry-le-Noble, Centre de Castellologie de Bourgogne, 2023, 460 pages, 300 ill., cartes, tabl, plans.
- « Fortifications médiévales en Asie centrale, IV -Iran : La résistance à l’envahisseur arabe, Refuges et Centres de Commandements », Annales d’histoire et d’archéologie-Tempora, 2018-2023, vol. 23, p. 39-58.
- « Wissam Khalil, La grotte forteresse de Chqif Tayroun à Niha. Histoire et Archéologie » (compte-rendu par J.-C. Voisin), Annales d’histoire et d’archéologie-Tempora, 218-2023, vol. 23, p. 143-144.

* « Réflexions générales sur les structures fortifiées en Iran », in Journal Asiatique, 2024, 1, p. 145-151. 
- « Die Treue Antiker Texte zum Feld, ein Beispiel : Qal’eh Sarjahân (Provinz Zandjân, Iran) », in Journal Asiatique, 2024, 312-2, p. 281-283.
- « La gestion de l’eau dans les espaces fortifiés de la Perse antique et médiévale », in La gestion de l’eau dans les civilisations de l’Asie, colloque de Paris avril 2024 (J.-M. Mouton et N. Grimal, dir.), Paris, Académie des Inscriptions et Belles Lettres, 2025, p. 141-164.

#### Les systèmes fortifiés médiévaux en Méditerranée
- "L'architecture militaire de l'Algérie: de Byzance à l'arrivée des Beni Hillal (VIe-XIIe s.)", in, Les séminaires du CNRA, édition 2013, Centre National de la Recherche en Archéologie d'Alger, (2014), pp. 66-75. ·  « Essai sur l’habitat fortifié en Algérie, de la conquête byzantine à la fin des petits royaumes berbères (VIeme-XIIIeme siècles) »,  Annales d’histoire et d’archéologie-Tempora, vol.22, (2013-2017), Université Saint-Joseph, Beyrouth, pages 31-87.
- Ce que l’architecture militaire médiévale occidentale doit aux conquêtes arabes, préface de     Gabriel Martinez-Gros, Beyrouth, Presses de l’Université Saint-Joseph,     2023, 145 pages.

### Littérature de voyage et Proche- et Moyen-Orient
- Marc Delpech et Jean-Claude Voisin, « La mission en Cilicie de Wilbrand von Oldenburg en 1212-1211, journal de route traduit, commenté et annoté », Mélanges de l’Université Saint-Joseph, Beyrouth, 2004, vol. LVI,  p. 291-346.
- Marc Delpech et Jean-Claude Voisin, « Un voyage en Terre Sainte au XVe siècle : le pèlerinage du Landgrave de Thuringe, Wilhelm der Tapfere, 1461, traduit, commenté et annoté », Mélanges de l’Université Saint-Joseph de Beyrouth, 2008, volume LXI, pages 101-188.
- « Les voyageurs occidentaux et les fortifications en Perse (XVIIe –milieu XXe siècle », Annales d’histoire et d’archéologie-Tempora, vol.19, (2010), Université Saint-Joseph, Beyrouth, pages 151-195. Un résumé a paru dans la revue Luqmān, 2011, no 41, Presses Universitaires d’Iran, Téhéran, pages 113-128 sous le titre « Sur les traces des châteaux et forteresses de l’Iran avec les voyageurs occidentaux des XVIIe, XVIIIe et XIXe siècles ».
- Marc Delpech et Jean-Claude Voisin, « Le voyage de Peter Sparnau et Lorenz Egen à Jérusalem et au Sinaï (1385-1386), traduit, commenté et annoté », Mélanges de l’Université Saint-Joseph de Beyrouth, 2010-2011, volume LXIII, pages 443-488.
- „Les campagnes de Tamerlan en Irān et en Afghanistān: fortifications et techniques de sièges, d'après le Zāfar nāmeh", in, Mélanges,  Université Saint-Joseph, Beyrouth, 2020, vol. 18, p. 275-297.

### Publications liées à la Perse et à l’Iran, hors architecture militaire
- La Perse et l’Occident chrétien, Histoire des martyrs perses Abdon et Sennen, Paris, éd. l'Harmattan, 2019, 144 pages, ill.
- (Avec Lévon Nordiguian), La Grande Guerre au Moyen-Orient, Antoine Poidebard, sur les routes de Perse, préface de Bruno Foucher, Ambassadeur de France au Liban, Presses Universitaires de l’Université Saint-Joseph, Beyrouth, 2019, 135 pages..
- (Avec laurent Garreau), Le Culte de Mithra du Mont-Dol au Mont-Saint-Michel, investigation historique et archéologique, Paris, l’Harmattan, 2023, 120 pages.
- (Avec cl. Shafa), Ce que la perse a légué à l’Espagne musulmane, d’après Shodjaeddine Shafa, revu et corrigé, Paris, l’Harmattan, 2013, 460 pages.
- (sous la direction de Jean-Claude Voisin, avec 8 co-auteurs iraniens),  France-Iran : le temps des fascinations, XIXe siècle, Haguenau, Presses Universitaires Rhin et Danube, 2023, tome I, 370 pages.
- (édition revue et augmentée par Jean-Claude Voisin), Autran, Charles, La Perse et les racines chrétiennes de l’Occident, Paris, L’Harmattan, 2024, 269 pages
- Frédéric Houssay, un naturaliste et anthropologue de Dol-de-Bretagne en Perse (1885-1886), Paris, L'Harmattan, 2025, 234 pages.

## Prix littéraires
- Prix du livre d'architecture et d'urbanisme  (2016-2017) de la Fondation Dr Manousher Mozeiyéni, Téhéran, pour le livre Forteresses de la route de la soie, de l'Hindoukouch à la Méditerranée, tri-lingue, catégorie Auteurs (2017)[réf. souhaitée].
- Prix Phénix du Salon francophone du livre de Beyrouth pour le livre Châteaux et églises du Liban au Moyen Âge (2000)[11].
- Prix international d’histoire de la fondation Maurice Payard, Académie de Reims pour le livre Atlas des bourgs castraux de Franche-Comté (1992)[12].

## Distinctions
- Ordre du Mérite de l’État de Thuringe (Allemagne) (2004)
- Chevalier des Arts et des Lettres (par le ministère français de la culture, 2000)
- Médaille du ministère de la Culture du Liban (2000)
- Chevalier des Palmes académiques (par le ministère français de l’Éducation, 1995)
- Médaille du Tourisme (par le ministère français du Tourisme, 1993)
- Médaille du Sénat français (1990).